# 海南省
19°12′N 109°42′E / 19.2°N 109.7°E
海南省，简称琼，是中华人民共和国唯一全境位于热带的省份，省会位于海口市。海南省是一个以海洋为主体的岛屿省份，亦是中华人民共和国总面积和海洋面积最大的省份。全省户籍总人口约1048.31万人，不过每年冬季会有大量候鸟型流动人口（约9720.78万人次）居住。海南省以海洋景觀而廣為人知，也是中国大陆的热门旅游目的地。
海南省在地理上可分为海南本岛和南海诸岛（海南离岛），其中本岛位于海南省的西北部，大致等于海南岛及其领海附属岛屿，与周边国家没有领土争议；离岛位于海南省中北部至南部，大致等于三沙市法定管辖的中沙群岛、西沙群岛和南沙群岛，与周边国家尚存领土争议，中华人民共和国实际控制西沙和中沙全部岛礁，但并没有实际控制南沙部分岛礁。海南省人民政府駐海口市美兰区国兴大道9号。
海南全省陸地總面積约3.54萬平方公里，是中国陆地面积最小的省，其中海南本岛陸地面積3.39萬平方公里，约占海南省陆地面积的95%；全省海洋总面积约220万平方公里，南海诸岛领海面积210万平方公里，约占海南省海洋面积的95%。
1988年，第七届全国人大一次会议通过决议，撤销广东省海南行政区，设立海南省和海南经济特区，海南省成为中华人民共和国第30个省级行政区，也是至今为止中华人民共和国最年轻的省份。2008年，中华人民共和国国务院同意海南建设国际旅游岛。2018年后又设立海南自由贸易港，获得独立的经济事务与行政事务立法权，并被予以特殊管辖，2023年起自贸港开始全島封關进程，与内地（非海南岛地区）实行海关分辖制度，將被允許採取獨立稅制、自主管理、特殊法律、專用出入口岸等事项，預計到2025年底實現海南成為新興經濟體的目標。

## 历史

### 古代史
海南省在舊石器時代晚期已經有先民生息。距今約三千年前（ 中原殷商時期 ）， 黎族先民從廣東大陸移居海南島，並且在此處定居，繁衍。
西汉時期，汉武帝元封元年（公元前110年），在海南岛设置珠崖郡（治今海南琼山）、儋耳郡。汉昭帝始元五年（前82年），儋耳郡併入珠崖郡。西汉末年，罢弃珠崖郡。
東漢建武十九年（公元43年），漢光武帝派遣伏波將軍馬援平定交阯，撫定珠崖，設珠崖縣。三国时期，吴赤乌年间（238年－251年）设珠崖郡（治今广东徐闻）。
西晋武帝太康元年（280年），省珠崖郡，并入合浦郡。
南朝时，宋文帝元嘉八年（431年）复立珠崖郡，治徐闻，不久又废。梁武帝大同（535年－546年）中，在废儋耳郡的地方设置崖州，统于广州，这也是西汉末年罢弃珠崖郡580年后中央对海南岛的首次直接统治。
隋文帝仁寿初年，隋朝正式將海南岛納入版圖。
唐太宗貞觀五年（631年）增设琼州，海南简称「琼」即源于此。
五代十國，海南島屬於南汉。
宋朝，海南岛与今广西壮族自治区的大部分一起属于广南西路。
元朝，原广南西路划归湖广行省管辖，海南岛亦随同划到湖广行省之下。
明朝，琼州府隶属于广东省，治所在琼山县（治今海口市琼山区府城街道），管辖全岛。西沙、南沙群岛正式划归琼州府管辖。

《海南岛图说》，繪製於1820-1875年間

清朝基本沿袭明制，至清末，海南岛上有1府2州11县。府即琼州府，领儋州和琼山、澄迈、定安、文昌、会同（今琼海）、乐会（今琼海）、临高7县。崖州于光绪三十一年（1905年）升为直隶州，领感恩（今东方市）、昌化（今昌江）、陵水、万县（今万宁）4县。

### 近现代史
海南在明清时期以及民国初期北洋政府治理下一直歸广东省管轄。直至中国国民党北伐战争以后的南京国民政府時期，开始考虑单独建省的问题。先是胡漢民、孫科提議設立瓊崖特別區，並於民國20年（1931年）12月7日，國民政府國務會議決議：劃廣東省瓊崖全屬爲特別行政區，直隸國民政府，設行政長官，並任命伍朝樞爲行政長官。伍朝樞於民國21年（1932年）3月1日就任瓊崖特別區行政長官；4月16日，在海口設立瓊崖特別區長官公署臨時辦事處，以瓊崖原有13縣及西沙群島爲管轄範圍，5月27日，西南政務委員会修正公布的《修正琼崖特别区政府组织条例》，惟後因陳濟棠暗中阻撓，改建事宜未能實施。
1930年代，作為南海地區戰略要地的海南島成為日本與英國的角力場。隨著南進政策演變為日本的國策，南洋的英國勢力開始成為日本海軍的主要假想敵。盡管日本陸軍與外務省方面持有不同觀點，但是在日本海軍的多次積極地推動之下，英日會談的機會受到破壞，海军拒绝了陆军和外务省的对英协调论，於1939年占领海南岛，準備和英国开战的准备，海南岛进入日占时期。日軍占领期间，致力于缅甸从大英帝國独立的志士等人在海南岛上进行了军事训练。。
中國抗日戰爭结束後的1947年8月，行政院院務會議通過以瓊崖改爲海南特別行政區，隸屬行政院，民國37年（1948年）行政院命令公佈，民國38年（1949年）4月正式成立行政长官公署，派陳濟棠爲行政长官。5月20日，《海南特区行政长官公署組織條例》制定10條；5月24日，《海南建省籌備委員會組織條例》制定11條。同年6月6日公布這兩份法律，並准在海口成立建省籌備委員會，以籌謀進行改省事宜。民國61年（1972年）3月7日，立法院通過停止適用這兩份法律，同年3月18日公布。民國92年（2003年）5月13日廢止這兩份法律，同年5月28日公布。

中華民國設置的海南特別行政區

1949年10月1日，中华人民共和国政府宣布建立时，海南岛仍未实际控制，当时中共控制的广播电台宣传词有“中国人民解放军一定要解放包括西藏、内蒙、海南、臺灣在内的中国领土”的口号。
1950年3月至5月間，中共发动海南島戰役将海南岛纳入版图。4月23日，中國人民解放军占领海南岛行政中心海口市。随后，后续部队陆续渡海与先遣部队会合，向国军餘部进攻，相继占领了三亚市和榆林军港。5月1日，解放军宣布海南岛全面解放，原中共广东省琼崖专区改置为海南行政区，并成立海南军政委员会，实行军事管制。1951年解除军事管制，设海南行政公署，隶属于广东省人民政府，公署驻琼山府城。
1955年，广东省人民政府海南行政公署改称广东省海南行政公署。此外在島的中南部建立了海南黎族苗族自治州，州府驻保亭县冲山镇。
1959年3月24日，中华人民共和国中央政府設立了西沙群島、南沙群島、中沙群島辦事處（簡稱西、南、中沙群島辦事處，西沙辦事處或西沙辦），負責行使西沙群島、南沙群島和中沙群島及其周边海域的主權與管轄權。
1980年1月，广东省海南行政公署改称海南行政区公署。
1983年，中國地名委員會公佈包括南沙群島在內的南海諸島標準地名。
1984年5月31日，第六届全国人民代表大会第二次会议审议了国务院关于成立海南行政区人民政府的议案，决定设立广东省海南行政区。1984年10月1日，撤销海南行政区公署，海南行政区人民政府正式成立。1987年，海南黎族苗族自治州正式撤銷，由海南行政區管轄。1988年4月13日，七届人大通过了《关于设立海南省的决定》和《关于建立海南经济特区的决议》。1988年4月26日，省委、省政府正式挂牌。
2012年6月21日，国务院撤销西沙群島、南沙群島、中沙群島辦事處，在西南中沙办事处的基础上设立地级三沙市，市政府驻西沙永兴岛，为海南第三个地级市。
2015年2月19日，国务院同意撤销县级儋州市，设立地级儋州市，以原县级儋州市的行政区域为地级儋州市的行政区域，市政府驻那大镇中兴大街中1号，为海南第四个地级市。

## 地理

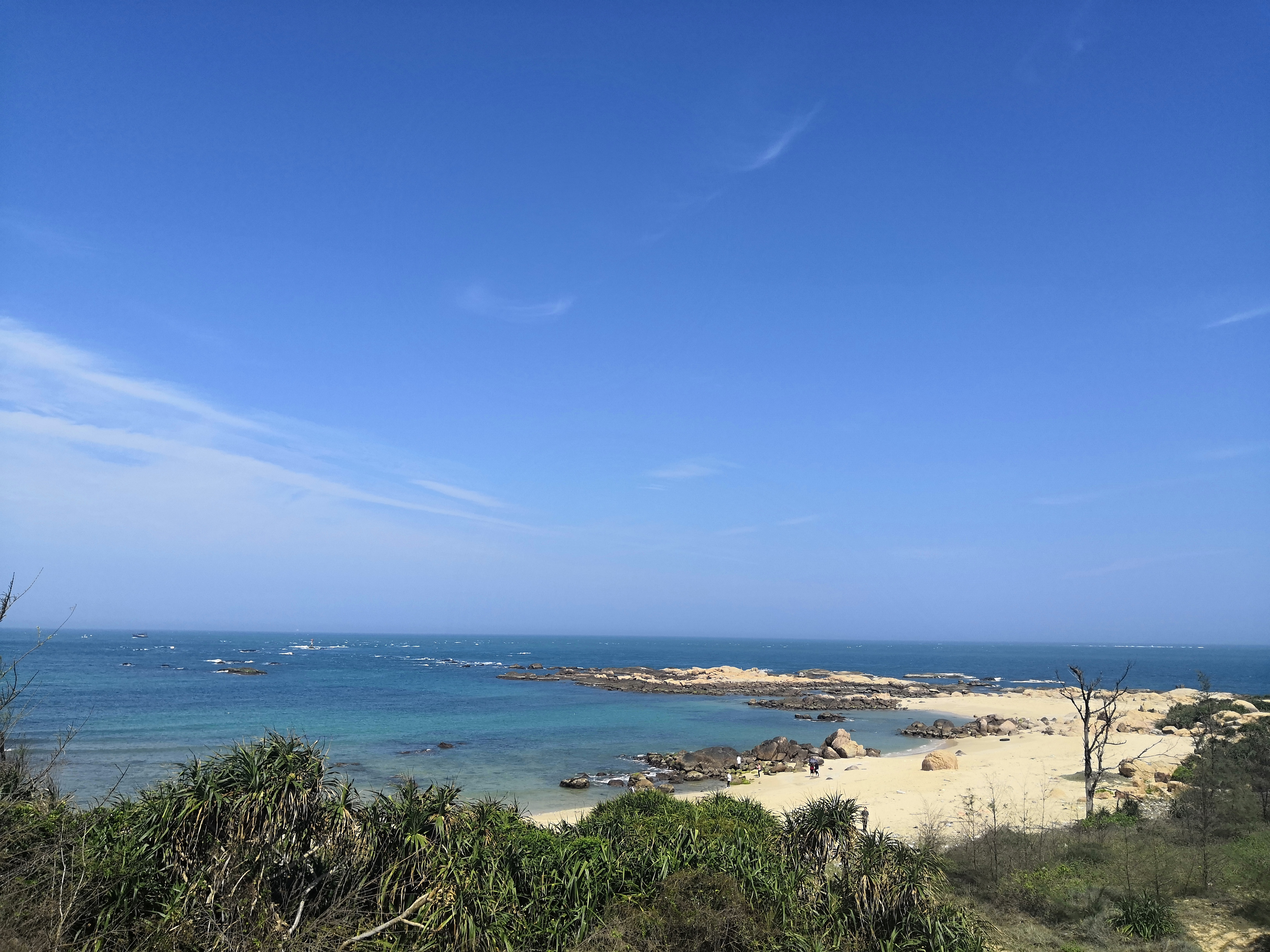
海南岛最北端的海南角

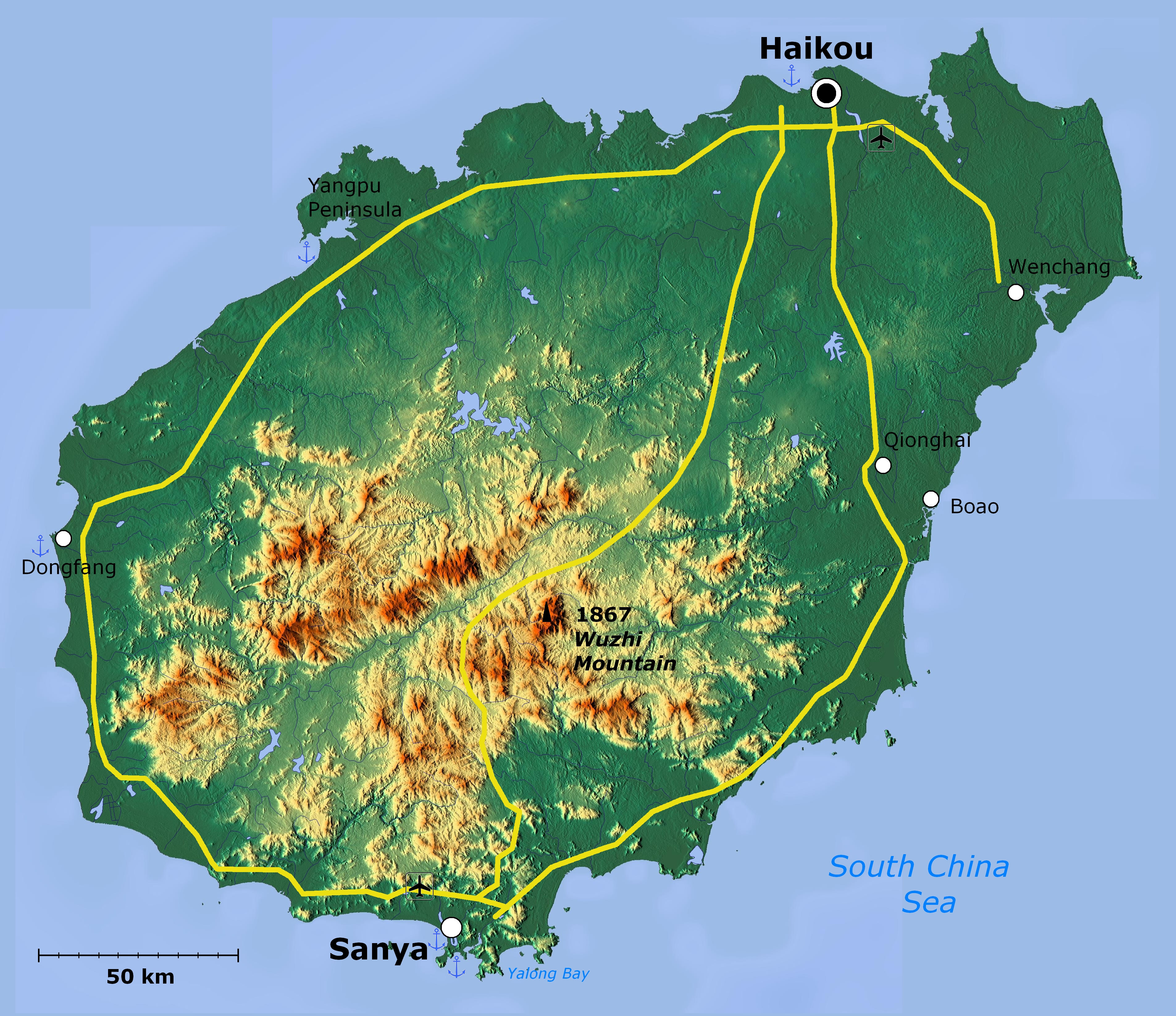
海南島地形图

海南省是中国最南端的省份，地处3°30′～20°17′N，108°15′～120°15′E之间。曾母暗沙是海南省、也是中国宣稱疆域的最南端。海南全省都位于南海海域。这里纬度较低，热带面积大，光热充足，降水丰沛，是中国发展热带作物的重要基地。
海南岛，是海南省陆地的主体，西起108°37′E的鱼鳞角，东至111°03′E的铜鼓角，北自20°10′的海南角（木兰头），南到18°10′的锦母角，总面积3.32万平方公里，占全省陆地面积的99.7％。
海南岛为中华人民共和国所主张的领土中的離島。北隔琼州海峡与广东的雷州半岛相望，西面是北部湾，东北面是川山群岛。
海南省宣稱的管辖范围，除了海南岛外，还有周围300个岛屿，以及南海诸岛中的西沙群岛、中沙群岛和南沙群岛的岛屿、沙洲、暗沙、暗礁、暗滩及其海域。

### 地形
海南島為一大陸島，四周低平，中间高耸，呈一倒扣碗狀。以五指山、鹦哥岭为中心，向外围逐级下降，由山地、丘陵、臺地、平原构成环形层状地貌，梯级结构明显。海拔超过1500米的山峰有五指山、鹦哥岭、俄鬃岭、猴猕岭、雅加大岭、吊罗山等。其中最高峰是五指山，海拔1840米。海南山脈大体上可分為三大山脉:
五指山山脉：位于岛中部，主峰五指山海拔1840米，是海南岛最高的山峰。
鹦哥岭山脉：位于五指山西北，主峰鸚嘴峰海拔1811.6米，為海南第二高峰。
雅加大岭山脉：位于岛西部，主峰海拔1519.1米。

### 气候
海南省全境位于热带，大部分地区属于热带季风气候，年平均气温介于23-28摄氏度之间，最大的两个城市海口市和三亚市分别为24.7℃和26.5℃，最冷月与最热月温差一般小于15摄氏度。海南省的氣候夏热冬暖，冬季有不少人到琼避寒。最冷月为一月，月平均气温在17-24摄氏度之间；最热月为六月（与中国大部分地区不一致），月平均气温在26-31摄氏度之间。除了岛屿中部的山区，全年每日平均气温均超过10摄氏度，也是少數全境不下雪的省份。不過海南島並非沒下過雪，明清时期曾遭遇小冰期襲擊，當時曾出現過下雪氣候，在此期间共出现过至少17次的降雪纪录，主要出现明朝万历、清朝康熙和光绪年间。
海南島四面環海，鄰近大廣海灣、北部灣及越南，夏季常受熱帶氣旋吹襲；南沙群島及西沙群島偶然亦會有熱帶氣旋在此生成，或會影響華南沿岸。
海南岛东部是台风经过处，每年70%以上的雨水来自夏天雨季和台风。全岛年降水主要集中在5～10月份；年均雨量最多在中部和东部沿海地区，其中琼中最高（2438.9mm/a）；最少在西部沿海地区，在環島高速公路行駛會發現東部多雨地區和西南部少雨區的自然植被景觀有所不同。

### 河流
由於海南島地勢中間高、四周低，海南島河流大多發源於中部山地，呈放射狀分佈。海南島上河流共有214條，全島獨流入海的河流154條，其中流域面積100平方公里以上的河流89條，流域面積100平方公里以上且獨流入海的河流39條，海南岛的河流大多发源于中部，北部的南渡江长311公里；西部的昌化江长230公里；东部的万泉河长163公里。海南岛上真正的湖泊很少，人工水庫居多，著名的有松濤水庫、牛路嶺水庫、大廣壩水庫和南麗湖等。

### 四至

#### 仅陆地
| 四至 | 位置                 | 经纬度                                                |
| ---- | -------------------- | ----------------------------------------------------- |
| 北   | 文昌市木栏头         | 20°09′45.0″N 110°41′16.4″E / 20.162500°N 110.687889°E |
| 东   | 三沙市西沙区黄岩岛   | 15°07′58.4″N 117°50′52.4″E / 15.132889°N 117.847889°E |
| 南   | 三沙市南沙区曾母暗沙 | 3°58′26.0″N 112°20′56.0″E / 3.973889°N 112.348889°E   |
| 西   | 东方市八所镇         | 19°06′02.5″N 108°36′45.0″E / 19.100694°N 108.612500°E |

#### 海南岛
| 四至 | 位置               | 经纬度                                                |
| ---- | ------------------ | ----------------------------------------------------- |
| 北   | 文昌市木栏头       | 20°09′41.5″N 110°41′05.1″E / 20.161528°N 110.684750°E |
| 东   | 文昌市铜鼓角       | 19°38′33.8″N 111°02′32.4″E / 19.642722°N 111.042333°E |
| 南   | 三亚市吉阳区锦母角 | 18°09′31.8″N 109°34′27.2″E / 18.158833°N 109.574222°E |
| 西   | 东方市八所镇       | 19°06′02.5″N 108°36′45.0″E / 19.100694°N 108.612500°E |

## 政治

### 政权结构
| 机构     | · 中国共产党 · 海南省委员会 | 海南省人民代表大会 常务委员会 | 海南省人民政府    | · 中国人民政治协商会议 · 海南省委员会 | 海南省监察委员会   |
| 职务     | 书记                        | 主任                          | 省长              | 主席                                  | 主任               |
| -------- | --------------------------- | ----------------------------- | ----------------- | ------------------------------------- | ------------------ |
| 姓名     | 冯飞                        | 冯飞                          | 刘小明            | 李荣灿                                | 陈国猛             |
| 民族     | 汉族                        | 汉族                          | 汉族              | 汉族                                  | 汉族               |
| 籍贯     | 江西省都昌县                | 江西省都昌县                  | 江苏省扬中市      | 浙江省绍兴市                          | 福建省晋江市       |
| 出生日期 | 1962年12月（62歲）          | 1962年12月（62歲）            | 1964年9月（60歲） | 1966年9月（58歲）                     | 1966年10月（58歲） |
| 就任日期 | 2023年3月                   | 2023年5月                     | 2023年4月         | 2023年1月                             | 2021年6月          |

### 历任领导人
| 省委书记 - 许士杰（1988.02-1990.06） - 邓鸿勋（1990.06-1993.06） - 阮崇武（1993.06-1998.02） - 杜青林（1998.02-2001.08） - 白克明（2001.08-2002.11） - 王歧山（2002.11-2003.04） - 汪啸风（2003.04-2006.12） - 卫留成（2006.12-2011.08） - 羅保銘（2011.08-2017.04） - 刘赐贵（2017.04-2020.11） - 沈晓明（2020.11-2023.03） - 冯飞（2023.03-） | 人大常委会主任 - 杜青林（1993.02-2001.09） - 白克明（2001.09-2002.11） - 王岐山（2003.01-2003.04） - 汪啸风（2004.02-2007.01） - 卫留成（2007.01-2011.08） - 羅保銘（2011.08-2017.04） - 刘赐贵（2017.04-2021.01） - 沈晓明（2021.01-2023.4） - 冯飞（2023.05-） | 省长 - 梁湘（1988.08-1989.09） - 刘剑峰（1989.09-1993.06） - 阮崇武（1993.06-1998.02） - 汪啸风（1998.02-2003.10） - 卫留成（2003.10-2007.01） - 羅保銘（2007.01-2011.08） - 蔣定之（2011.08-2014.12） - 刘赐贵（2015.01-2017.04） - 沈晓明（2017.04-2020.12） - 冯飞（2020.12-2023.04） - 刘小明（2023.04-） | 政协主席 - 姚文绪（1988.08-1993.02） - 陈玉益（1993.02-2003.01） - 王广宪（2003.01-2007.01） - 钟文（2007.01-2011.02） - 于迅（2011.02-2018.01） - 毛万春（2018.01-2023.01） - 李荣灿（2023.01-） |

## 行政区划
海南省现辖4个地级市，以及15个由海南省直辖的县级行政区，包括5个县级市、4个县、6个自治县；218个乡级行政区，包括175镇，21乡，22街道。海口市、三亚市、三沙市共下设10个市辖区。
- 地级市：海口市、三亚市、三沙市、儋州市
- 县级市：五指山市、琼海市、文昌市、万宁市、东方市
- 县：定安县、屯昌县、澄迈县、临高县
- 自治县：白沙黎族自治县、昌江黎族自治县、乐东黎族自治县、陵水黎族自治县、保亭黎族苗族自治县、琼中黎族苗族自治县

除以上地级市、省直辖县级行政区外，海南省还下辖1个地级行政管理区：洋浦经济开发区。
| 海南省行政区划图 | 海南省行政区划图   | 海南省行政区划图                 | 海南省行政区划图  | 海南省行政区划图      | 海南省行政区划图 | 海南省行政区划图 | 海南省行政区划图 | 海南省行政区划图 | 海南省行政区划图 |
| --- | ------------------ | -------------------------------- | ----------------- | --------------------- | ---------------- | ---------------- | ---------------- | ---------------- | ---------------- |
| 海口市 三亚市 三沙市 儋州市 五指山市 琼海市 文昌市 万宁市 东方市 定安县 屯昌县 澄迈县 临高县 白沙黎族 · 自治县 昌江 · 黎族 · 自治县 乐东黎族 · 自治县 陵水黎族 · 自治县 保亭黎族 · 苗族自治县 琼中黎族 · 苗族自治县 █ 省直辖县级行政区 |                    |                                  |                   |                       |                  |                  |                  |                  |                  |
| 区划代码 | 区划名称           | 汉语拼音                         | 面积 （平方公里） | 常住人口 （2020年末） | 政府驻地         | 县级行政区划     | 县级行政区划     | 县级行政区划     | 县级行政区划     |
| 区划代码 | 区划名称           | 汉语拼音                         | 面积 （平方公里） | 常住人口 （2020年末） | 政府驻地         | 市辖区           | 县级市           | 县               | 自治县           |
| 460000 | 海南省             | Hǎinán Shěng                     | 35,177.22         | 10,081,232            | 海口市           | 10               | 5                | 4                | 6                |
| — 地级市 — |                    |                                  |                   |                       |                  |                  |                  |                  |                  |
| 460100 | 海口市             | Hǎikǒu Shì                       | 2,284.27          | 2,873,358             | 秀英区           | 4                |                  |                  |                  |
| 460200 | 三亚市             | Sānyà Shì                        | 1,918.37          | 1,031,396             | 吉阳区           | 4                |                  |                  |                  |
| 460300 | 三沙市             | Sānshā Shì                       | 13                | 2333                  | 西沙区           | 2                |                  |                  |                  |
| 460400 | 儋州市             | Dānzhōu Shì                      | 3,394.41          | 954,259               | 那大镇           |                  |                  |                  |                  |
| — 县级市 — |                    |                                  |                   |                       |                  |                  |                  |                  |                  |
| 469001 | 五指山市           | Wǔzhǐshān Shì                    | 1,130.81          | 112,269               | 通什镇           |                  | 1                |                  |                  |
| 469002 | 琼海市             | Qiónghǎi Shì                     | 1,710.14          | 528,238               | 嘉积镇           |                  | 1                |                  |                  |
| 469005 | 文昌市             | Wénchāng Shì                     | 2,459.18          | 560,894               | 文城镇           |                  | 1                |                  |                  |
| 469006 | 万宁市             | Wànníng Shì                      | 1,899.86          | 545,992               | 万城镇           |                  | 1                |                  |                  |
| 469007 | 东方市             | Dōngfāng Shì                     | 2,272.62          | 444,458               | 八所镇           |                  | 1                |                  |                  |
| — 县 — |                    |                                  |                   |                       |                  |                  |                  |                  |                  |
| 469021 | 定安县             | Dìng'ān Xiàn                     | 1,196.46          | 284,690               | 定城镇           |                  |                  | 1                |                  |
| 469022 | 屯昌县             | Túnchāng Xiàn                    | 1,223.97          | 255,335               | 屯城镇           |                  |                  | 1                |                  |
| 469023 | 澄迈县             | Chéngmài Xiàn                    | 2,076.28          | 497,953               | 金江镇           |                  |                  | 1                |                  |
| 469024 | 临高县             | Língāo Xiàn                      | 1,343.33          | 420,594               | 临城镇           |                  |                  | 1                |                  |
| — 自治县 — |                    |                                  |                   |                       |                  |                  |                  |                  |                  |
| 469025 | 白沙黎族自治县     | Báishā Lízú Zìzhìxiàn            | 2,115.66          | 164,699               | 牙叉镇           |                  |                  |                  | 1                |
| 469026 | 昌江黎族自治县     | Chāngjiāng Lízú Zìzhìxiàn        | 1,620.51          | 232,124               | 石碌镇           |                  |                  |                  | 1                |
| 469027 | 乐东黎族自治县     | Lèdōng Lízú Zìzhìxiàn            | 2,765.53          | 464,435               | 抱由镇           |                  |                  |                  | 1                |
| 469028 | 陵水黎族自治县     | Língshuǐ Lízú Zìzhìxiàn          | 1,107.88          | 372,511               | 椰林镇           |                  |                  |                  | 1                |
| 469029 | 保亭黎族苗族自治县 | Bǎotíng Lízú Miáozú Zìzhìxiàn    | 1,166.67          | 156,018               | 保城镇           |                  |                  |                  | 1                |
| 469030 | 琼中黎族苗族自治县 | Qióngzhōng Lízú Miáozú Zìzhìxiàn | 2,704.16          | 179,586               | 营根镇           |                  |                  |                  | 1                |
| 注：三沙市管辖南海各岛礁，但实际上仅实际控制其中部分岛礁，参见南海问题、南海各方行为宣言等条目。 |                    |                                  |                   |                       |                  |                  |                  |                  |                  |

- 海口世纪大桥
- 海口市
- 文昌航天发射场
- 保亭黎族苗族自治县七仙岭

## 经济
从1980年代开始，海南岛是中华人民共和国的五个经济特区之一，也是面积最大的经济特区。
海南省GDP在改革開放後增長迅速，2024年人均GDP为10529.85美元，在全國各省份處於中下等水平。
| 指 标                                    | 1998年 | 2008年  | 增长率（％）       | 备 注                                                                                               |
| ---------------------------------------- | ------ | ------- | ------------------ | --------------------------------------------------------------------------------------------------- |
| 全省GDP（亿元）                          | 442.13 | 1459.23 | 230                | 年均增长12.8％                                                                                      |
| 全省人均生产总值（元）                   | 5912   | 17175   | 191                | 增长了1.9倍                                                                                         |
| 人均地方财政收入（元）                   | 491    | 2704    | 451                | 增长了4.5倍                                                                                         |
| 农业增加值（亿元）                       | 159    | 437.61  | 175                | 增长了1.7倍                                                                                         |
| 全省工业增加值（亿元）                   | 59.10  | 321.18  | 443                | 增长了4.4倍                                                                                         |
| 旅游总收入（亿元）                       | 66.96  | 192.33  | 187                | 增长了1.9倍                                                                                         |
| 森林覆盖率（％）                         | 51.5   | 58.5    | 增加了7个百分点    | 10年森林面积增加672万亩。2008年全省森林面积2968.95万亩。                                            |
| 主要城市空气质量                         | 一级   | 一级    | 持平               | 2003年，国际组织评比的空气质量最优的十大城市中中国有2个，都在海南，其中三亚市名列第二，海口市第五。 |
| 全省万元工业增加值COD排放量（千克/万元） | 58.3   | 3.4     | -94.2              | 新型工业项目产值提高，但污染少，优化了产业结构。                                                    |
| 全省万元工业增加值SO2排放量（千克/万元） | 36.2   | 6.6     | -81.8              | 主要原因是华能马村电厂脱硫设施投用。                                                                |
| 城市（镇）污水处理率（％）               | 23     | 43.4    | 增加了20.4个百分点 | |
| 城市(镇)生活垃圾无害化处理率（％）       | 0      | 52.2    | 增加了52.2个百分点 | |

### 海南自由贸易港
海南自由贸易港总面积达3.5万平方公里（海南岛地理面积），倘若海南自由贸易港建成，将超过迪拜，新加坡及香港，成为世界地理面积最大的自由贸易港。
2018年4月13日，中国共产党中央委员会总书记习近平在庆祝海南建省办经济特区30周年大会上代表党中央宣布，中共中央决定支持海南逐步探索、稳步推进中国特色自由贸易港建设，分步骤、分阶段建立自由贸易港政策和制度体系。自1988年海南省成立经济特区，2006年宣布建立国际旅游岛以来第三次中央发表对海南省的直接经济建设指导意见。
2018年4月14日，中共中央及国务院发布《关于支持海南全面深化改革开放的指导意见》文件，正式准许海南省政府展开海南自由贸易区试验区及海南自由贸易港。
2018年5月13日召开的中共海南省委七届四次全会决定，海南全岛实施现行自由贸易试验区所有试点政策。
《关于支持海南全面深化改革开放的指导意见》中所提及的实质性政策：
- 总结59国外国人入境旅游免签政策实施效果，加大出入境安全措施建设，为进一步扩大免签创造条件。（中国大陆首次对外开放大规模免签及落地签政策）
- 完善国际贸易“单一窗口”等信息化平台。
- 积极吸引外商投资以及先进技术、管理经验，支持外商全面参与自由贸易港建设。
- 在内外贸、投融资、财政税务、金融创新、出入境等方面探索更加灵活的政策体系、监管模式和管理体制，打造开放层次更高、营商环境更优、辐射作用更强的开放新高地。

### 海口江东新区
海口江东新区位于海口市东海岸区域，东起东寨港(海口行政边界)，西至南渡江，北临东海岸线，南至绕城高速二期和212省道，总面积约298平方公里，分为东部生态功能区和西部产城融合区。海口江东新区东部生态功能区约106平方公里，包含33平方公里的国际重要湿地东寨港国家级自然保护区;西部产城融合区约192平方公里，包含临空产业园片区、桂林洋国家热带农业公园片区、桂林洋高校片区及沿江生活片区等。江东新区的选址，主要基于区位较为独立于海口城区、生态环境保留较好、后发优势明显三方面的优势。
2018年6月3日，中国(海南)自贸区海口江东新区新闻发布会在海口召开。经国海南省委、省政府调研及统筹规划，决定在海口市设立海口江东新区，将其作为建设中国(海南)自由贸易试验区的重点先行区域。

### 油气资源
海南岛周边海域分布3个气田群和一个油气田群，目前已探明石油储量为1.45亿吨，天然气为5.4万亿立方米。南海中南部拥有多个油气田群，目前已探明储量为350亿吨石油，天然气4万亿立方米。陆上油气资源分布在澄迈、临高及海口市西部的福山油田，为小型油气田。年产油气量约为40万吨。
自1996年崖州气田投产以来，至目前已形成东方化工园区、洋浦开发区、老城油气储备基地及一批燃气电厂为主的石油化工基地，并形成了一条油气加工、仓储产业链。

### 珊瑚生物资源
含珊瑚造地工程等。近期在《21世纪海上丝绸之路下南海珊瑚礁战略建议书》中指出，在海南岛及西沙建立珊瑚礁科研与产业园区，从事原创性研究和技术攻关，南海水产及珍稀资源的现代增养殖业、智能化海洋装备产业，珊瑚礁生物活性物质的开发。培养高端人才，孵化科技成果，建立珊瑚礁科研与产业园区，争取5到6年时间内形成100亿元年产值的经济规模。

### 旅游资源

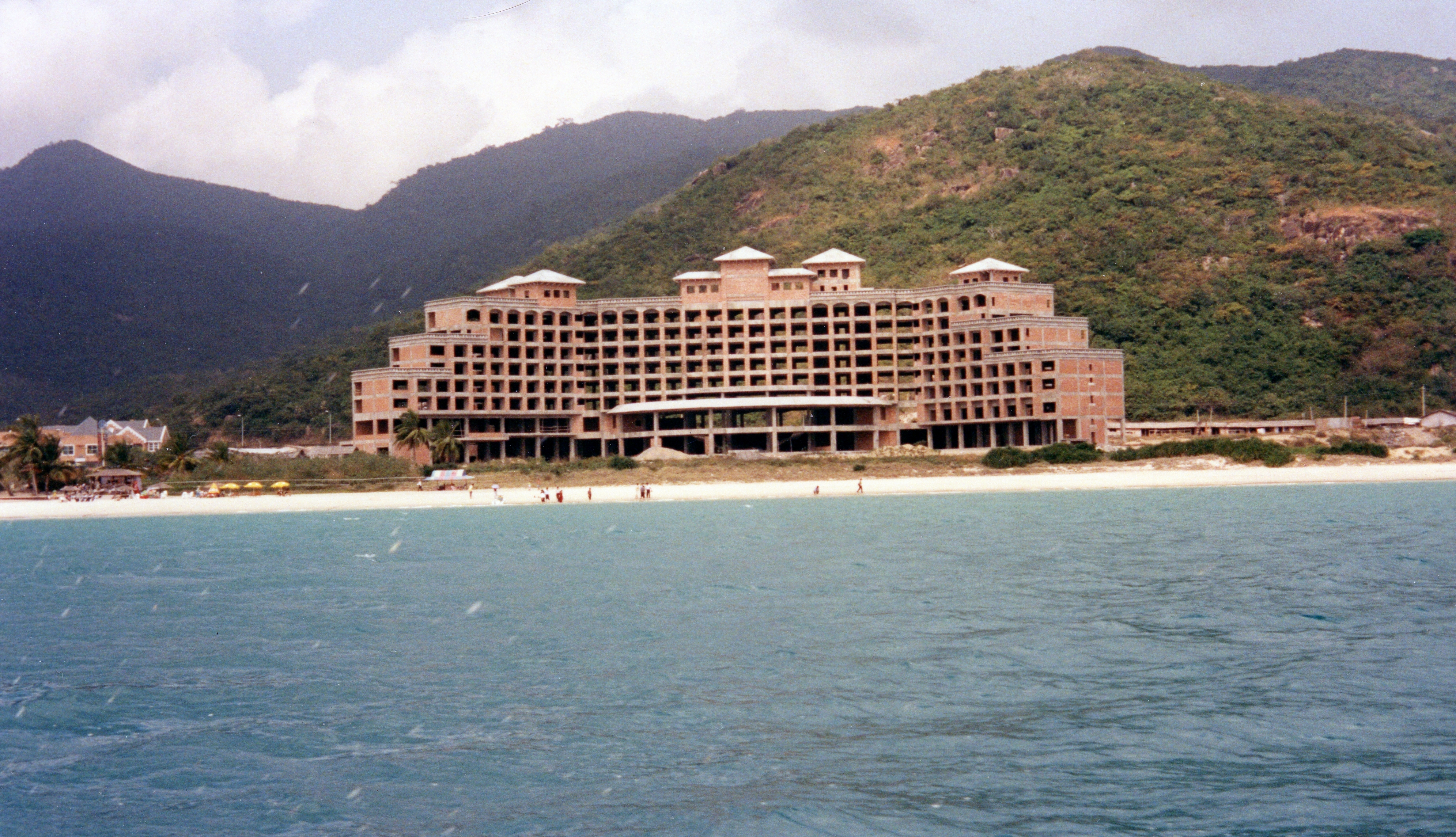
1993年海南房地产泡沫后三亚的一间烂尾楼（拍摄于1999年）

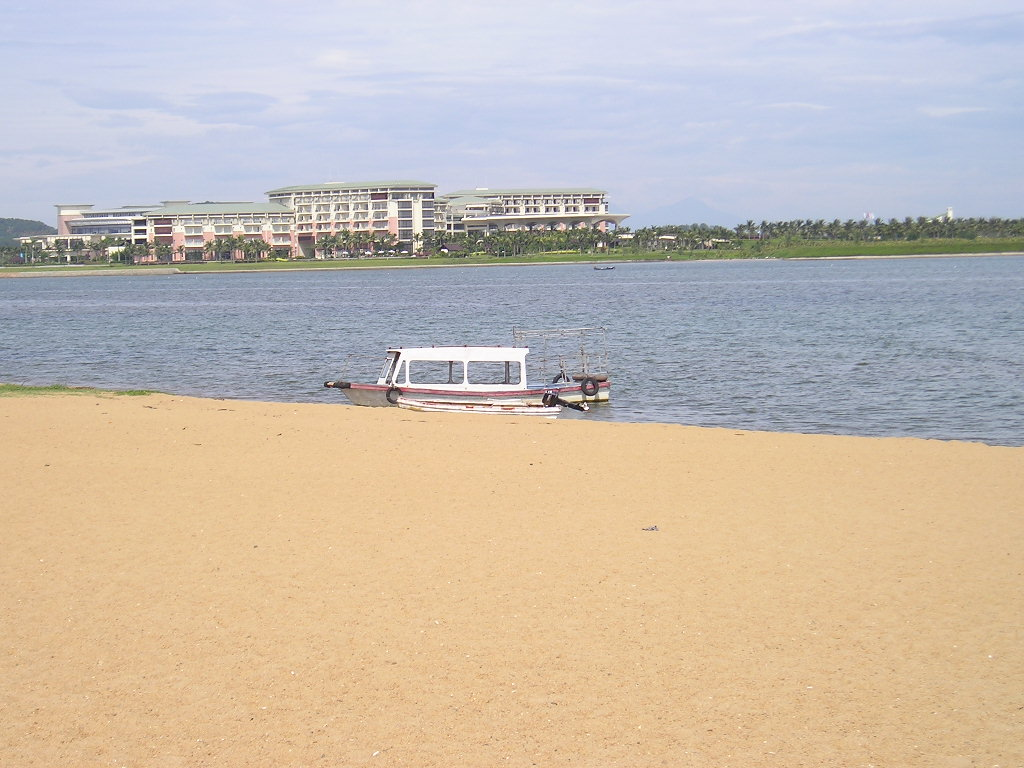
琼海市的博鳌沙滩

海南岛由于未充分工业化，以其无边的绿色，美丽的沙滩和清洁的空气，吸引众多游客。通过渡轮连接广东省，航空通达国内外多个城市。
海南的支柱产业是旅游业。标志性的山脉和河流分别是五指山、万泉河。海南省森林覆盖率52.3％，生物种类丰富，生态环境一流，人均寿命在中国最长，有汉、黎、苗等多民族生活，全年地方节庆活动主要有换花节、冼夫人文化节、三月三、国际婚庆节、欢乐节等。
1988年4月13日，海南建省办特区，海南旅游业得到发展。当年，接待国内外游客人数达118.5万人次，比上年增长了57.9%，其中接待国际游客19.8万人次，旅游创汇4094万美元。
2001年12月，由世界旅游组织专家编制的《海南省旅游发展总体规划》初稿，通过由国家旅游局和海南省政府组织的专家评审。该规划阐发了一系列发展海南旅游的理念、新办法等。
1995年，海南省人民代表大会通过并颁布实施中华人民共和国第一部地方旅游法规《海南省旅游管理条例》，使海南旅游走上法制化、规范化的轨道。2003年，海南新旅游条例正式实施，海南旅游市场全面对外开放，允许省外、境外旅行社在琼设立地接社。
随着海口美兰机场、三亚凤凰国际机场通航和海南环线高速公路的通车，琼州海峡实现跨海火车轮渡，海南旅游的交通状况得到改观。
海南島環境質量全球前列，空氣汙染指數非常小，百歲以上的人口比例居於世界前列。在全球52个国家的环境综合污染指数排名中，海口和三亚被列入全球空气质量最好的10个城市之一，其中海口第五，三亞第二，僅次於古巴首都哈瓦那。
海南省的自然风光吸引了眾多遊客前來海南，其中國際遊客增長速度最顯著，海南島接待的國際旅客尤其是中國北方國家，最多的三個國家分別是韓國、俄羅斯和日本。其中俄羅斯遊客增長迅猛，不久將超過韓國遊客成為海南的第一大旅遊入境國。
2004年12月，广州到海南铁路线竣工（由渡轮过瓊州海峡），全程12个小時。整个工程耗资5.8亿美金，预期可以促进海南的旅游和经济发展。
海南目前在建設國際旅遊島方面與東南亞著名的巴厘島、普吉島相比還存在差距。

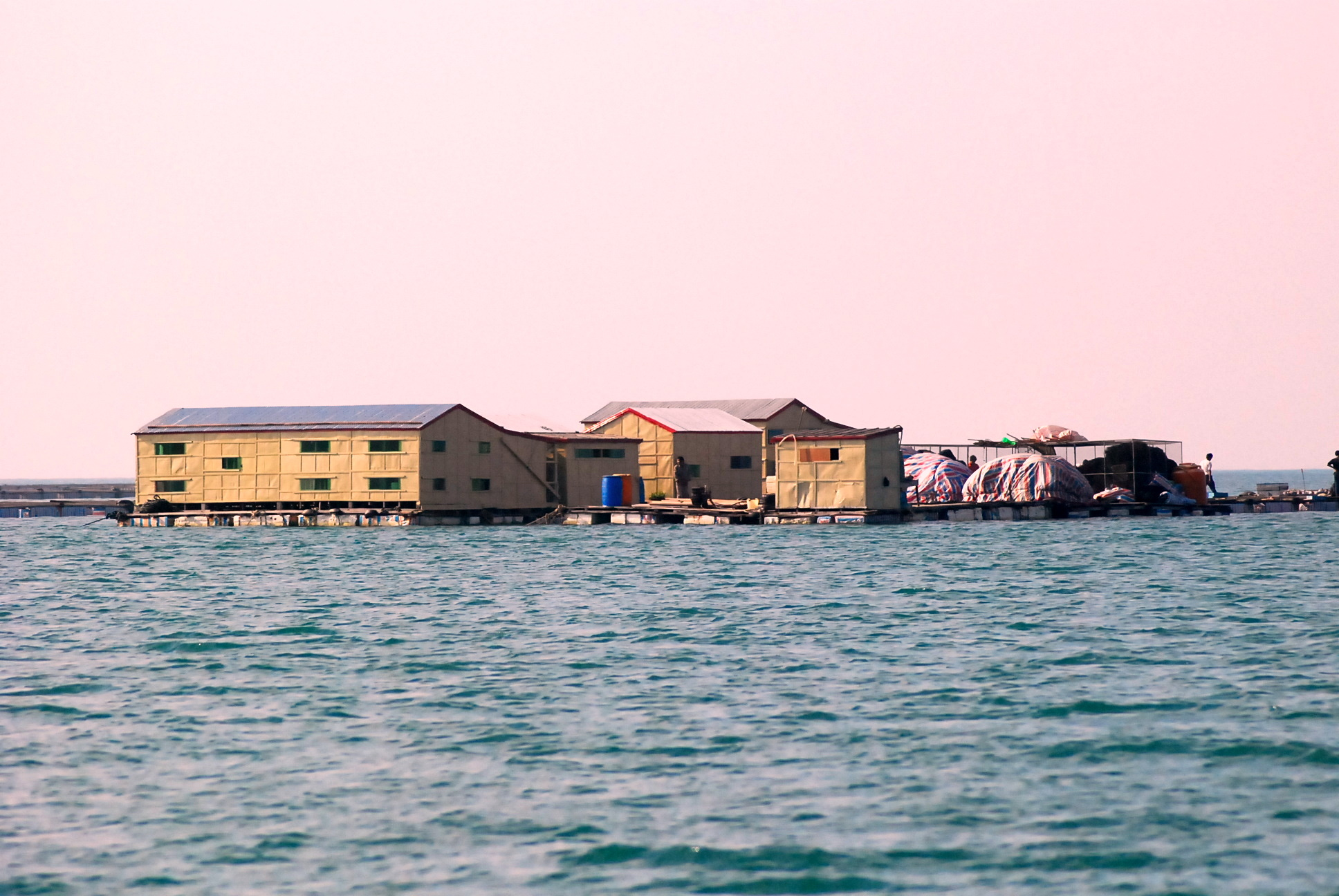
三亚的海上人家

海南省以扩大旅游业开放为重点，对外实行以“免签证、零关税、放航权”为主要特点的旅游开放政策，推进旅游服务的自由化、国际化进程，以成为具有特色和极具影响的国际旅游度假胜地。

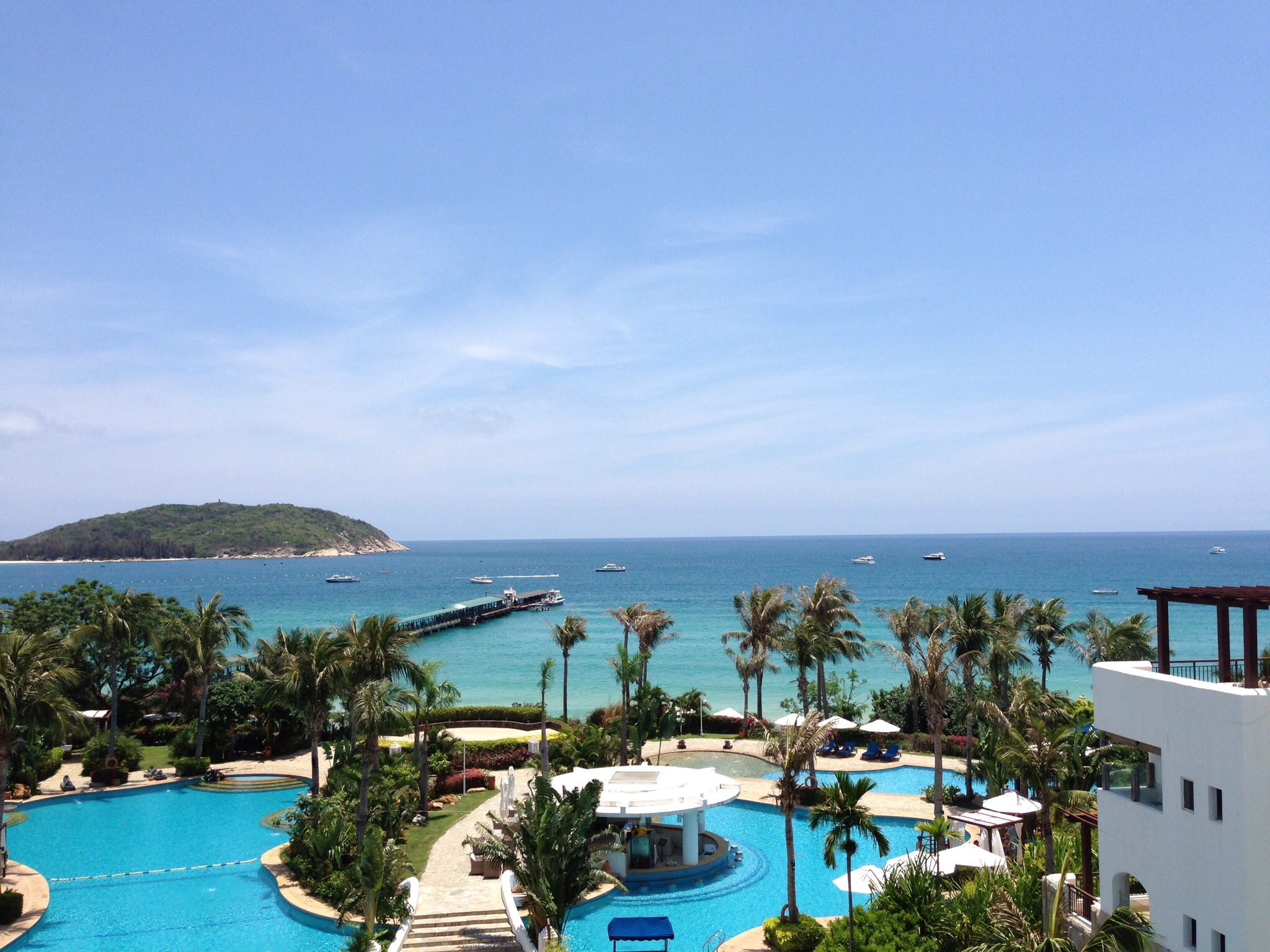
三亚的度假酒店

2008年，海南省政府确定了三亚海棠灣、陵水清水湾、万宁神州半岛、文昌铜鼓岭、乐东龙沐湾五个省级重点滨海旅游休闲度假区建设项目。目前，在海南东部海岸，正在建设包含海口美丽沙，文昌铜鼓岭，万宁神州半岛和石梅湾，陵水香水湾和清水湾，三亚海棠湾等的高级旅游度假区，参加开发企业有香港的新世界發展、雅居乐、中信泰富、富力、华润、嘉里集团等，以及国际著名的投资公司摩根士丹利等。
海南岛的酒店业规模也不断扩大，自从1995年海南首家五星级酒店——海口寰岛泰得大酒店营业以来，目前海南的星级酒店已经达到259家，其中五星级20家，希尔顿、喜来登、万豪等13家国外顶级管理公司已进入海南，提升了海南酒店管理水平。

## 人口
2022年末海南省常住人口1027.02万人，占全国人口的0.73%，比上年提高0.01个百分点；与2021年末的1020.46万人相比，增加6.56万人，增长0.64%。
根据2010年人口普查，总人口為867.15万人，比2000年增加了80.4万人，增长10.22%。到2017年末，海南省的人口总数达到926万。
家庭戶口：222.49万户，平均每个家庭户的人口为3.63人。
性别构成方面，男性455.99万人，占52.59%；女性411.16万人，占47.41%。男女性别比为110.90：100。
年龄构成：
- 0—14岁龄段为173.47万人，占20%；
- 15—64岁年龄段为626.08万人，占72.2%；
- 65以上年龄段为67.6万人，占7.8%。

民族构成方面，汉族人口为722.58万人，占83.33%，少数民族人口144.57万人，占16.67%。其中，汉族人口增加了72.55万人，增长11.6%，少数民族人口增加7.84万人，增长5.74%。
教育程度：
- 大学及大学以上67.36万人；
- 高中127.17万人；
- 初中361.96万人；
- 小学197.15万人。

另外，文盲人口（15岁及以上不识字的人）为35.42万人，文盲人口减少20.06万人，文盲率下降至4.08%。

### 民族
少数民族方面，黎族（127.74万人）、苗族（6.1万人）、壯族（5万人）、回族（8372人）。黎、苗、回族，大多数聚居在中部、南部的琼中、保亭、白沙、陵水、乐东、昌江等县和三亚市、五指山市；汉族人口主要聚集在东北部、北部和沿海地区。根据2001年户籍人口数，汉族(多數為閩民系，另含臨高人)占总人口的82.6%，黎族占15.84%，苗族(實際上為瑤族)占0.82%，壮族(不含臨高人)占0.67%，回輝人(實際上為占族)主要集中在三亚市的回輝村等地方，使用回輝話(屬於占語群的分支)，但被官方劃分為回族。海南省內人口約80萬的臨高人原本屬於壯族的支系，使用與壯語相近的臨高語，但被官方劃分為漢族。
| 民族名称                | 汉族      | 黎族      | 苗族   | 壮族   | 回族   | 瑶族   | 满族  | 土家族 | 布依族 | 侗族  | 其他民族 |
| ----------------------- | --------- | --------- | ------ | ------ | ------ | ------ | ----- | ------ | ------ | ----- | -------- |
| 人口数                  | 8,498,241 | 1,355,074 | 87,733 | 61,000 | 17,089 | 10,000 | 9,825 | 8,273  | 6,800  | 5,398 | 21,799   |
| 占总人口比例（%）       | 84.30     | 13.44     | 0.87   | 0.61   | 0.17   | 0.10   | 0.10  | 0.08   | 0.07   | 0.05  | 0.22     |
| 占少数民族人口比例（%） | －        | 85.60     | 5.54   | 3.85   | 1.08   | 0.63   | 0.62  | 0.52   | 0.43   | 0.34  | 1.38     |

## 文化

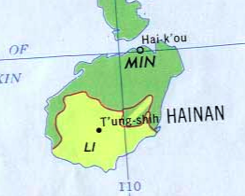
海南的語言族群分布，根據1967年的統計而制定。（見全圖，深綠色是海南話方言區，淺綠色是黎語方言區）

### 語言
海南居民语言种类多，主要使用的本土汉语變體和少數民族語言至少有11种。
1. 海南话：又稱琼语、海南閩語，属汉藏语系汉语族闽语支，是海南閩人的主要語言。海南话在海南全省使用最广泛、使用人数最多，全島有500多万各族居民通用，主要分布在海口、琼山、文昌、琼海、万宁、定安、屯昌、澄迈等市县的大部分地区和陵水、乐东、东方、昌江、三亚等市县的沿海一带地区。在不同地方，海南话语音和声调有所不同。海南话與闽南语比較接近，有一定历史渊源，在独立分列前曾长期被当作闽南语的方言[34]。
2. 黎語：属壮侗語系黎語支，是黎族人的民族語言，有美孚、加茂等5个方言。使用人口70多萬，主要分布在琼中、保亭、陵水、白沙、东方、乐东、昌江等自治县和三亚市、通什市。也有學者視加茂方言為獨立語言。
3. 临高话：属壮侗語系壮傣语支，比较接近壮语，是臨高人的母語。约50万人使用，主要分布在临高县境内。
4. 儋州话：属汉藏语系汉语族的粤语系统，但與粵語广州话差別很大。约70万人使用，僅分布在儋州、东方等市县的沿海一带地区。
5. 琼山村话：又称琼山土语、翁貝話，属壮侗語系壮傣语支，与临高话相近。约11万人使用，主要分布在琼山市的羊山地区和海口市郊西部的长流、荣山、新海、秀英等地区。琼山地区的“村话”不同于东方和昌江地区的“村话”（仡隆語），是兩種不同語言。
6. 军话：為汉藏语系汉语族官話系統的西南官话的一個獨特分支，混合了許多南方漢語的特點，是明代从中国大陆充军来海南岛的士兵和仕宦留下的南北混合方言。10万多人使用，主要分布在昌江县、东方市、儋州市的部分地区。
7. 仡隆語：又称村话、哥隆话，属壮侗語系仡央语族。约8万人使用，主要分布在东方市、昌江县昌化江下游两岸。
8. 勉語：属苗瑶语系瑶语支，主要在海南省中部、南部地区各市县的约5万當地瑤語族群（被政府認定為苗族，實際上為瑤族支系）中通用。
9. 客家話：属汉藏语系漢語族贛客語支，主要分布在儋州市南豐鎮，使用人口約2萬。
10. 迈话：属汉藏语系汉语族的粤语系统，邁話是一種混有客家話的粵語方言，但其總體比较接近粵語广州话。使用人口1萬多人，分布很不广泛，目前只有三亚市市郊的崖城和水南一带少數居民使用。
11. 回辉话：又稱海南占語，属南岛语系馬來-玻里尼西亞語族亞齊-占語群，是南島語系中的一个独特语言，有聲調。据《琼州府志》记载，回辉话是大约在宋、元朝期间从占婆國（後來被越南人吞併）迁来的占族人使用而流传下来的占族混合语言，当时汉人称之为“番语”。现在，海南的回輝人（被政府認定為回族，實際上為東南亞占族的後裔）有约6000人使用回輝話，主要分布在三亚市回辉、回新2个村，還有白沙县、万宁市的少数回輝居民使用。
12. 富馬话：又稱付馬話，屬汉藏语系汉语族贛客語支。富馬話是一種以贛語、客家語成分為主體并摻有不少仡隆語（村话）、粵語、閩語的贛客方言。使用人口僅1000多人。分布在東方市四更鎮的付馬村。
13. ：又稱水上話，屬汉藏语系汉语族粤語，與粵語广州话略有區別，但基本可互通，海南有三处生活的地方，分别位于海口海甸港、陵水新村港以及三亚港一带。[35][36]

### 宗教

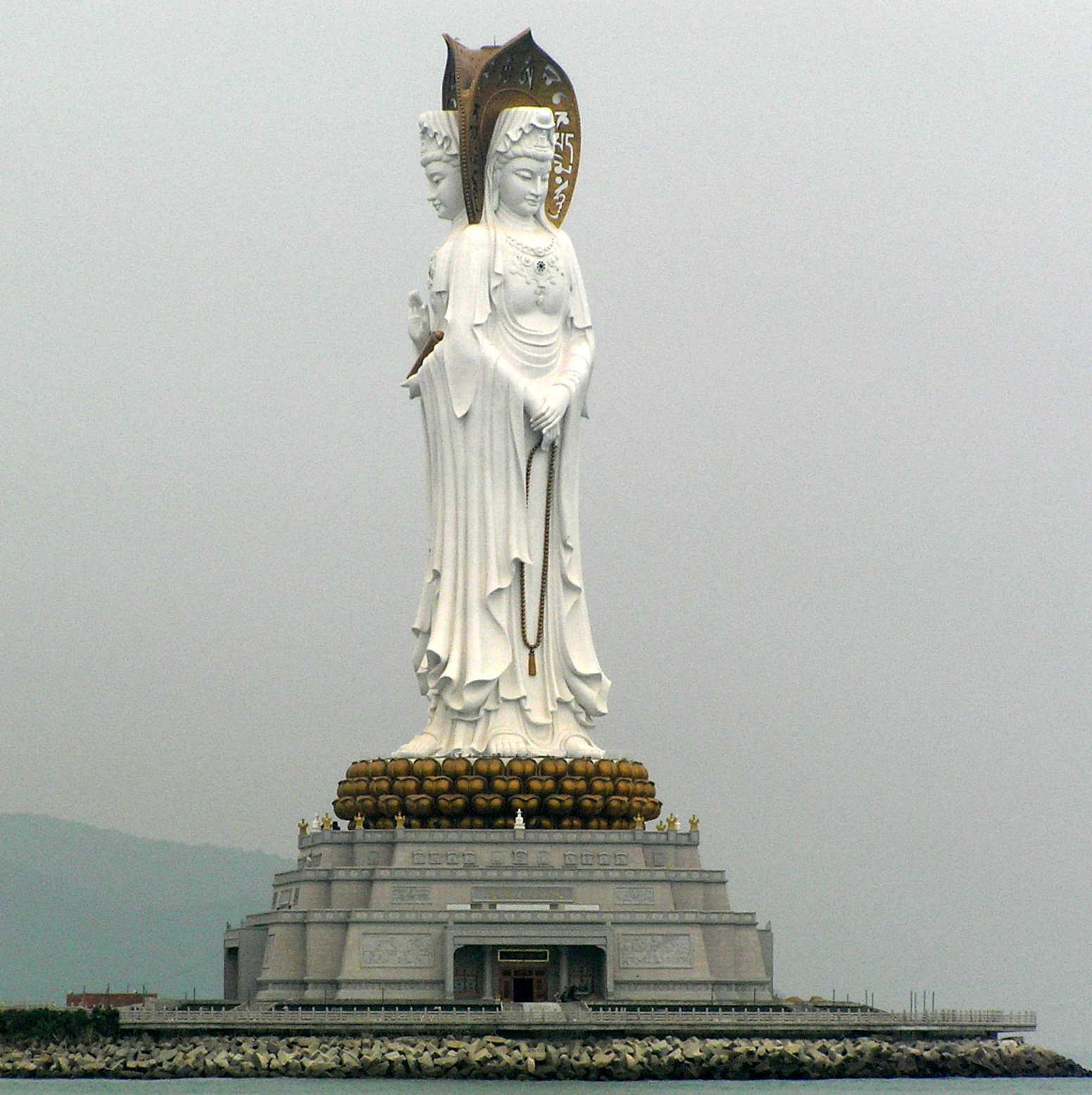
世界最大白衣观音造像，坐落于三亚，于2005年4月24日开光

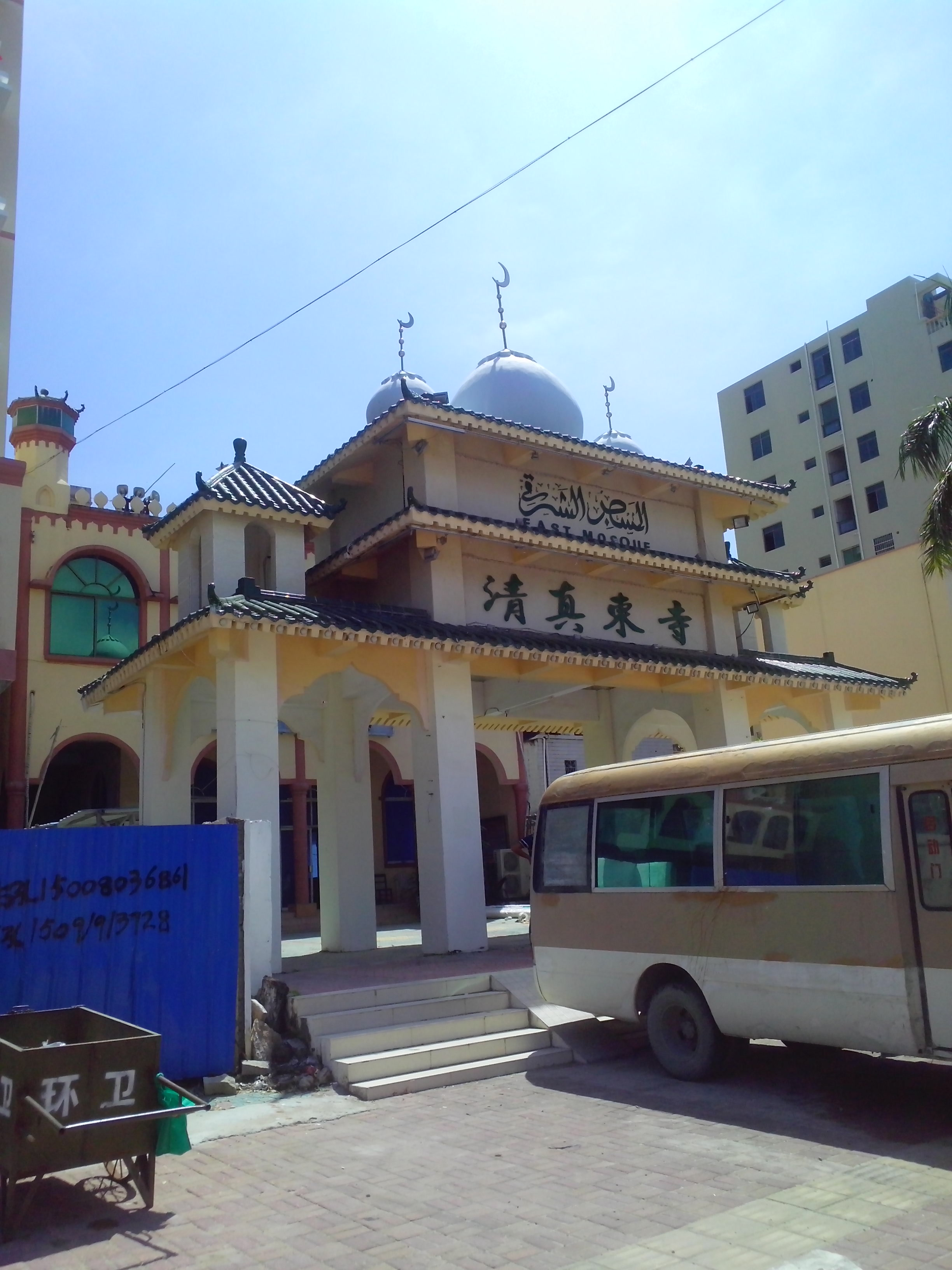
三亞東清真寺

在内地文化还未深入海南岛之前，海南岛的黎苗地区盛行原始崇拜，尤以祖先崇拜与自然崇拜为主，崇拜对象繁多，生产生活中处处伴随着原始崇拜，影响很深，处于原始宗教信仰阶段。
748年，汉传佛教传入海南，道教紧随其后传入海南。鉴真第五次东渡失败而来到海南，他的努力促成了海南唐宋时期佛教的兴旺，现有佛教徒10000人。而道教现在已经被本土化，民间化。宋元时期，妈祖信仰随着更多内地移民的到来而登陆，在各地都留下了遗迹。
作为海上丝绸之路的中转站，海南盛产香料，来自印度古吉拉特邦的商人首先把伊斯兰教传入了海南，中亚细亚与印度支那的穆斯林也推动了传教。现在，在三亚回新乡和回辉乡约有6500名回族穆斯林，他们属于逊尼派中较为保守的伊赫瓦尼派。
1630年，葡萄牙耶稣会派遣神甫比尼来琼传教，天主教传入海南。自传入起，法意西葡四国共派遣超过20名神甫传教，到了清朝，全岛天主教信徒已发展到5000余人。清末民初时期，天主教会在海南多地购置房产，设置堂口。1950年后，外籍神甫相继以各种理由被驱逐，逐渐由华裔神甫代替，信众仅剩4100人。基督新教则于1881年传入海南，美籍丹麦牧师冶基善设立中华基督教琼海区会，由美国基督教长老会领导。冶基善将海南第一个福音堂设立在了儋州。随着基督教的逐渐发展，现在信众已有35000人。
中华人民共和国成立后，随着土地改革与文化大革命，各宗教场所的收入与处境日益不容乐观，到文化大革命的高潮，全岛的所有宗教活动几乎都已经停止。文化大革命结束后，海南的宗教组织开始重建，现有上百座宗教活动场所与三十多个宗教团体，海南省統計有35,000名基督新教徒，10,000名佛教徒，6,500名穆斯林，和4,100名天主教徒。。

### 琼山历史文化名城

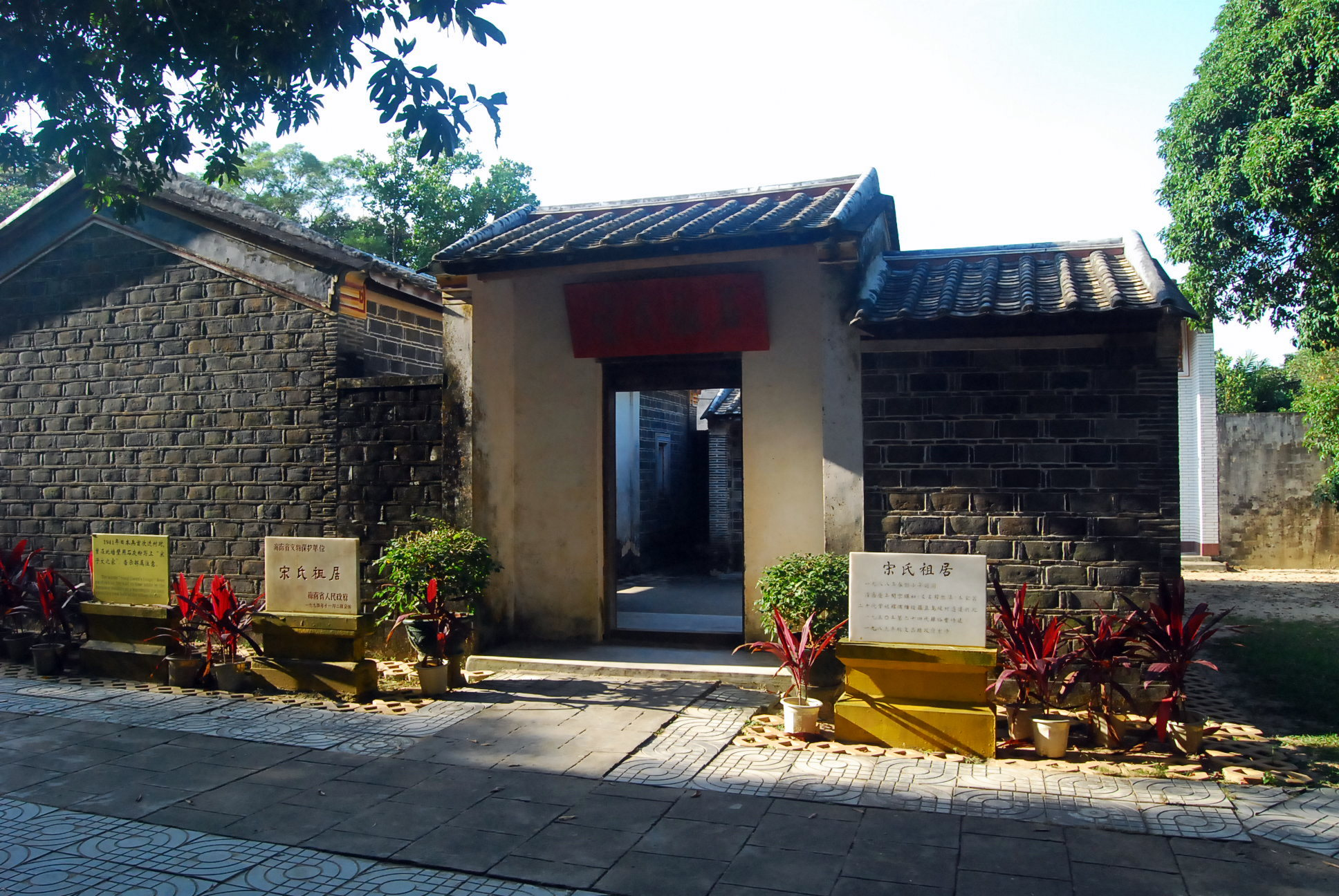
宋氏祖居

琼山于1994年1月4日，被国务院批准第三批国家历史文化名城（37个）。在建设部、国家文物局《关于审批第三批国家历史文化名城和加强保护管理的请示》的附件中，对琼山县作了简介：琼山，位于海南省北部。秦始设县，唐至清为琼州府治。有五公祠、琼州文庙大成殿、瓊臺書院、丘浚故居等文物古迹。有冯白驹故居等近代革命历史遗址。2003年琼山市并入海口市后，由海口市继承“历史文化名城”的称号。

### 娱乐
- 琼剧
- 海南公仔戏
- 临高木偶戏
- 崖州民歌
- 黎族民歌
- 儋州调声

### 飲食
- 海南四大名菜：文昌鸡、东山羊、加积鸭、和乐蟹（青蟹的海南品种）。[43]
- 海南四大名粉：海南粉、抱罗粉、后安粉、陵水酸粉。[44]
- 咖啡：福山咖啡、兴隆咖啡。
- 熱帶土產：檳榔、椰子、胡椒、甘蔗、菠罗蜜、芒果等。
- 地方佳肴：黎族农家南瓜饭、黎苗蚂蚁鸡、姜盐琵琶虾、定安菜包饭、琼山豆腐、黑鱼丸等。
- 风味小吃：煎堆、苙（米食）、椰丝长粑、清补凉、海南鸡饭、海南火锅、那大狗肉、黎族甜糟、海南粉 等[45]。
- 海南特色民族菜肴：黎家竹筒饭、苗家三色饭、小黄牛、什玲鸡等。

### 非物质文化遗产
海南省省级非物质文化遗产86项。
代表性名录
- 海南苗族民歌（琼中）
- 海南贝雕、椰雕
- 鹿龟酒酿泡技艺
- 沉香造香技艺
- 天后祀奉
- 海南春节习俗（鲤鱼灯闹春、乐城岛闹元宵）

扩展名录
- 钱铃双刀舞（咚铃伽）
- 黎族传统纺染织绣技艺（琼中、昌江、陵水、三亚）
- 军坡节（屯昌）[註 5]

## 交通

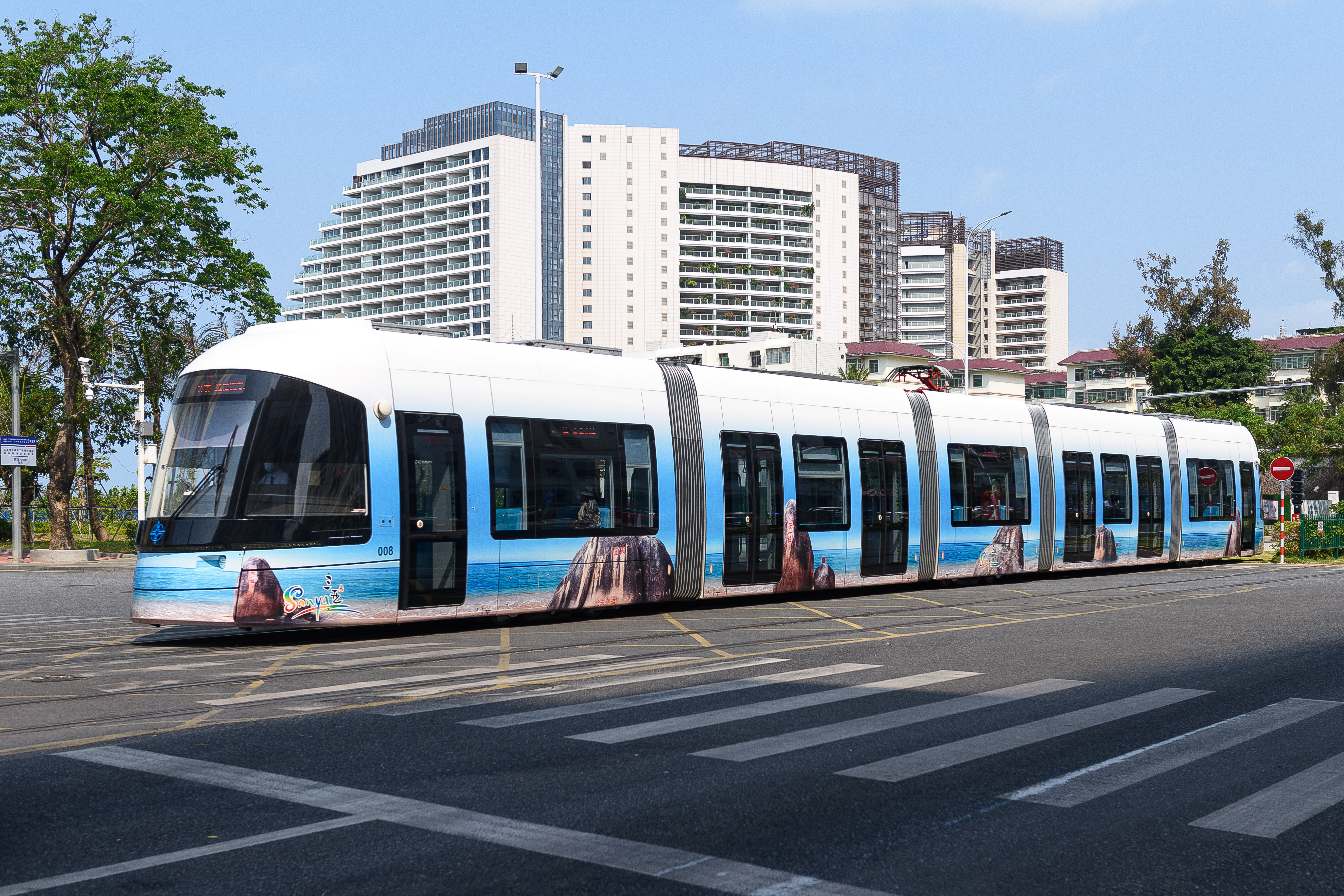
三亚有轨电车T1支线列车接近建港路站，该站为目前中国最南端的铁路车站（含城市轨道交通）

2020年，为海南加快构建现代综合交通运输体系，国家发改委编制了海南现代综合交通运输体系规划。

### 公路
公路是海南的主要交通方式，全省通车公路里程达1.76万公里，海南环岛高速公路已于1999年全线贯通。此外各级公路直通各港口、市、县。現時，海南省正籌備興建瓊州海峽跨海通道。大橋分為上下兩層，可同時讓汽車及鐵路使用，將會連接海南省澄邁縣至廣東省湛江市徐聞縣。大橋落成後，來往海南省至廣東省的時間只需二十分鐘。。

### 铁路
海南环岛高速铁路已于2015年全线通车，此外还有运营轮渡粤海铁路和普速的海南西环铁路。
目前正谋划建设贯穿海南中部的海南中线高速铁路和横向的海南横线高速铁路，与海南环岛高速铁路共同组成“田”字形高速铁路网。

### 海运
全省共有68个天然港湾，已开辟港口24个，其中以秀英、三亚、八所、洋浦四个港口为最大。

### 航空
總部設於海口的海南航空是海南省唯一一家基地航空公司，通航航線覆蓋五大洲。
海南省共有4个民用机场：
- 海口的海口美兰国际机场
- 三亚的三亚凤凰国际机场
- 琼海的琼海博鳌机场
- 三沙的永兴岛机场

## 教育

### 高等院校

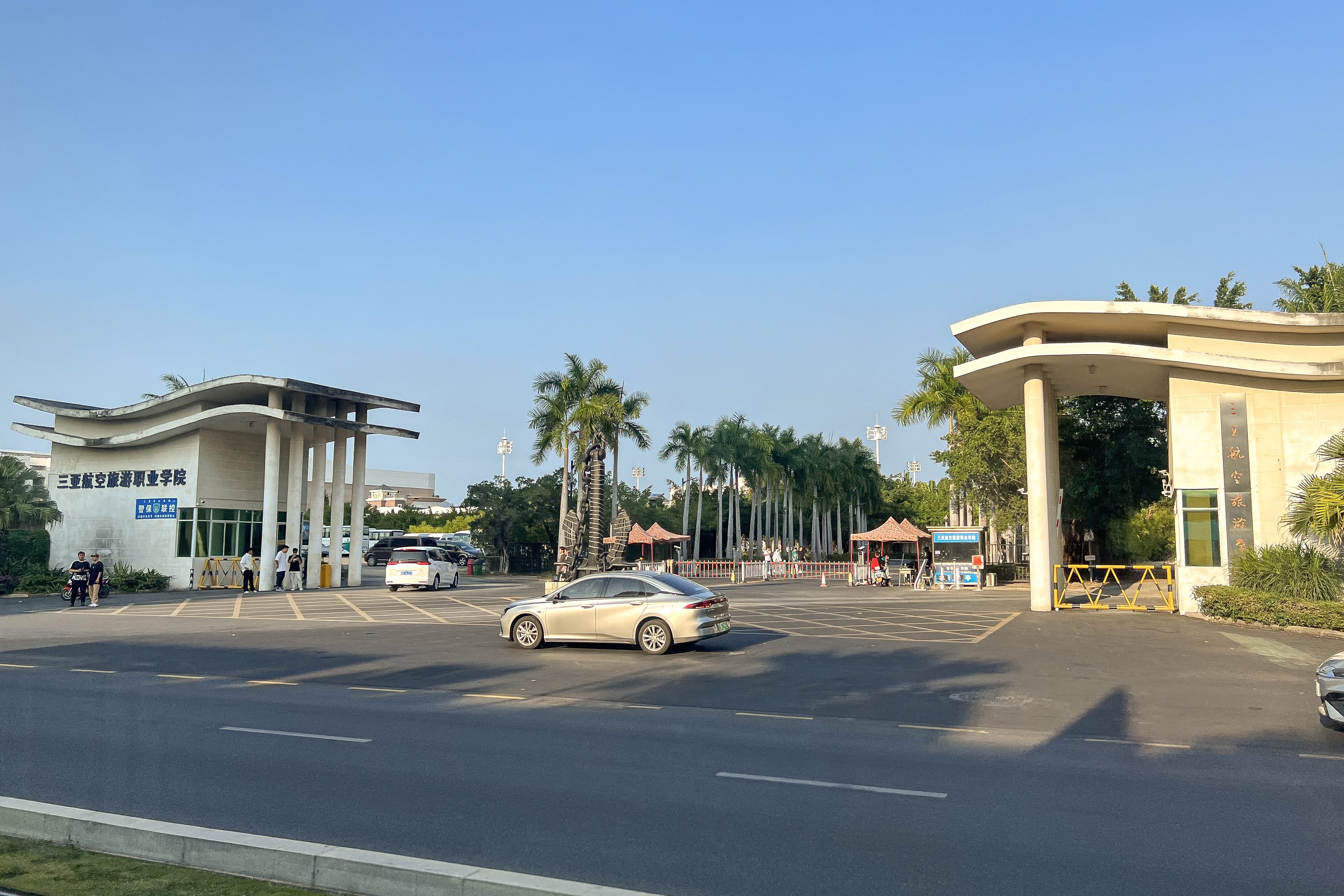
三亚航空旅游职业学院

| 本科 - 海南大学 - 海南师范大学 - 海南医科大学 - 海南比勒费尔德应用科学大学 - 瓊臺師範学院 - 海口经济学院 - 海南科技职业大学 - 海南热带海洋学院 - 三亚学院 | 专科 - 海南职业技术学院 - 海南政法职业学院 - 海南经贸职业技术学院 - 海南外国语职业学院 - 海南软件职业技术学院 - 海南万和信息职业技术学院 - 海南科技职业学院 - 三亚卓达旅游职业学院 - 三亚航空旅游职业学院 - 三亚城市职业学院 - 三亚理工职业学院 |
| | |

### 中等学校
重点高中
| - 海南中学 - 海口市第一中學 - 海南华侨中学 - 澄迈中学 - 国兴中学 - 万宁中学 - 嘉積中學 | - 琼山中学 - 文昌中學 - 三亞市第一中學 - 儋州市第一中学 - 海南農墾實驗中學 - 海南师范大学附属中学 - 海南熱帶海洋學院附屬中學 |
|                                                                                        | |

### 主要小学
- 海口寰岛小学
- 海口市第九小学
- 海口市第十一小学
- 海口市第二十五小学

### 幼儿园
- 海南省直属机关幼儿园

## 医疗
- 海南省农垦总局医院东湖院区
- 中南大学湘雅医学院附属海口医院
- 海南省国营畅好农场医院
- 海南省第二人民医院
- 文昌市中医院
- 文昌市人民医院
- 海南省国营南阳农场医院
- 海南省国营东路农场医院
- 文昌市精神病医院
- 兴隆华侨农场医院
- 海南省国营东岭农场医院
- 国营东兴农场医院

## 海南自由贸易港政策

### 增加旅遊免簽與長期簽證放寬
自2018年5月1日起，下列國家持普通護照的公民，有在海南省設立的旅行社接待，可從海南對外開放口岸免辦簽證入境，在海南省行政區域內（仅限海南岛本岛）停留30天。另外，台灣地區民眾可在海南口岸辦理三個月一次出入境有效的《台灣居民來往大陸通行證》。
2019年7月，公安部、国家移民管理局发布支持海南全面深化改革政策，包括：拓展外国人免签入境渠道，将旅行社邀请接待模式扩展为外国人自行申报免签入境或通过单位邀请接待免签入境。扩大外国人免签入境事由，在59国人员入境海南旅游免签基础上，允许外国人以商贸、访问、探亲、医疗、会展、体育竞技等事由免签入境海南，工作、学习事由除外。
1. 阿尔巴尼亚
2. 阿根廷
3. 奥地利
4. 白俄羅斯
5. 比利时
6. 巴西
7. 保加利亚
8. 加拿大
9. 智利
10. 賽普勒斯
11. 捷克
12. 丹麦
13. 爱沙尼亚
14. 法國
15. 芬兰
16. 德国
17. 希腊
18. 匈牙利
19. 冰島
20. 印度尼西亞
21. 愛爾蘭
22. 義大利
23. 日本
24. 拉脫維亞
25. 立陶宛
26. 盧森堡
27. 北馬其頓
28. 馬爾他
29. 马来西亚
30. 墨西哥
31. 摩納哥
32. 蒙特內哥羅
33. 荷蘭
34. 新西兰
35. 挪威
36. 菲律賓
37. 波蘭
38. 葡萄牙
39. 羅馬尼亞
40. 俄羅斯
41. 塞爾維亞
42. 新加坡
43. 斯洛伐克
44. 斯洛維尼亞
45. 西班牙
46. 瑞典
47. 瑞士
48. 泰國
49. 阿联酋
50. 乌克兰
51. 英国
52. 美国

公安部、国家移民管理局同时宣布：
为外籍人才提供更加便利的入境和停居留措施。海南重点领域、行业引进的高级技术和管理人员、急需紧缺专门人员和科技创新团队成员等，可凭相关材料在口岸申请签证入境；入境后可按规定申请有效期5年以内的长期签证或居留许可。经海南省人才主管部门推荐可申请永久居留，其外籍配偶和未成年子女可随同申请；允许海南引进的境外高层次人才聘雇外籍家政服务人员，提供担保和雇佣合同等材料可申请居留许可；在海南任职的外籍高层次人才经工作单位和兼职单位同意，可在海南兼职工作。
为外籍技术技能人员就业提供居留便利。围绕海南旅游、热带特色高效农业、医疗健康、高新技术、教育文化体育等重点产业发展需要，对在海南就业的高端星级酒店厨师、博鳌乐城国际医疗旅游先行区医疗医护人员等外籍技术技能人员，可申请与工作合同期限一致的居留许可。
为高校外国学生就业创业提供便利。对在中国高等院校获得硕士研究生及以上学历的外国留学生，在海南创新创业，经所属高校推荐可申请2年以内的居留许可；允许在境外高等院校学习的外国学生到海南星级酒店、医院、国际学校等单位定期实习，凭相关单位邀请函件、外国高校在读证明等材料，可申请相关签证进行实习。
为工作、投资的外国人提供永久居留便利。在海南工作具有博士研究生学历的外籍华人，或在海南连续工作满4年、每年实际居住累计不少于6个月的外籍华人，可申请永久居留，上述人员的外籍配偶和未成年子女可随同申请永久居留；在海南投资创新型企业、连续3年投资稳定且纳税记录良好的外国人，经海南省人民政府推荐可申请永久居留；在海南连续工作满4年、符合海南工资性年收入和年缴纳个人所得税标准条件的外国人，可申请永久居留。
为外国人到海南诊疗提供停居留便利。支持海南落实博鳌乐城国际医疗旅游先行区政策，外籍患者及陪护家属凭海南医疗机构出具的医疗服务等证明，可申请与医疗服务期限一致的签证或居留许可。

## 省级友好关系
| 省级友城     | 主权国家         | 缔结年月   |
| ------------ | ---------------- | ---------- |
| 兵库         | 日本             | 1990年9月  |
| 夏威夷       | 美国             | 1992年6月  |
| 济州         |                  | 1995年10月 |
| 克里米亚     | 俄羅斯           | 1996年4月  |
| 宿霧岛       | 菲律賓           | 1996年6月  |
| 爱德华王子岛 | 加拿大           | 2001年6月  |
| 巴利阿里群岛 | 西班牙           | 2004年7月  |
| 普吉岛       | 泰國             | 2005年9月  |
| 加那利       | 西班牙           | 2005年11月 |
| 东新不列颠   |                  | 2006年9月  |
| 奇洛埃岛     | 智利             | 2007年12月 |
| 火地岛       | 阿根廷           | 2008年10月 |
| 华盛顿州     | 美国             | 2009年7月  |
| 摩尔曼斯克   | 俄羅斯           | 2010年10月 |
| 哥得蘭島     | 瑞典             | 2010年11月 |
| 撒丁岛       | 義大利           | 2011年10月 |
| 巴厘岛       | 印度尼西亞       | 2012年2月  |
| 大科摩罗岛   |                  | 2012年8月  |
| 槟城         | 马来西亚         | 2013年10月 |
| 克里特       | 希腊             | 2014年10月 |
| 塔斯馬尼亞   |                  | 2016年10月 |
| 巴拉望岛     | 菲律賓           | 2017年3月  |
| 雅浦岛       | 密克羅尼西亞聯邦 | 2017年3月  |

## 其他
- 2001年4月1日發生中美撞機事件。[53][54]
- 2003年SARS横行的时间里，因為天氣炎熱導致病毒活性變差，海南省是中国未发生疫情的省之一。[55]
- 2020年7月30日，海南日报记者从省工业和信息化厅获悉，工业和信息化部近日已正式批复同意建设海南自由贸易港国际互联网数据专用通道，年底前建成投用。[56]
- 2022年中国国际消费品博览会上，相关负责人介绍称，作为先行试验区將會一定程度上移除防火長城，“是在海南，可以直接上外网。”；“在海南不需要VPN”。這是中國首次在港澳特別行政區以外省份，廣泛正式提供國際互聯網訪問權。在2025年起正式推行，在海南註冊的公司與居民，在开通了「环球畅联」服务后，运营商侧会直接给个人手机号码开通服务包，免「翻墙」即可上外网，也不需要安装软件，即可直連國際網路進行貿易與招商。[57]此前也已有稱將允許境外遊客上網、金融服務進入以及專門開放博彩業等想法[58]。

## 扩展阅读
- 第一批省级项目名录
- 第二批省级项目名录
- 第三批省级项目名录

## 外部連結

### 官方
- 海南省人民政府网站
- 海南省西沙群岛、南沙群岛、中沙群岛办事处网站

### 媒體报道
- 新华网海南频道 （页面存档备份，存于）
- The World of Hainan （页面存档备份，存于）
- 新加坡图书馆有关海南人的资料选介
- 海南抗日战争大事记
- 有關國共內戰期間海南島的爭奪戰：
  - 《民國春秋》第四十三章：海南島戰役 （页面存档备份，存于）
  - 從台灣戰役到抗美援朝 （页面存档备份，存于）
- 羅保銘辭去海南省省長職務 蔣定之任海南代省長 中國政府網2011-8-31 （页面存档备份，存于）

### 觀光
- 海南旅游局
- Google卫星地图 （页面存档备份，存于）
- 维基导游上有關海南省的旅行指南
- OpenStreetMap上有關海南省的地理